# Puerto de tentación
Puerto de tentación es una película dramática mexicana de 1951 dirigida por René Cardona y protagonizada por Emilia Guiú y Ramón Armengod.
Los decorados de la película fueron diseñados por el director de arte Francisco Marco Chillet. 

## Argumento
Una cabaretera ayuda a un hombre herido y ambos se enamoran, sin imaginar que juntos enfrentarían una tragedia.

## Reparto
- Julio Ahuet
- Ramón Armengod
- José Arratia
- Victorio Blanco
- Florencio Castelló
- Alejandro Ciangherotti
- Pedro González Rojas
- Emilia Guiú
- José María Linares-Rivas
- Álvaro Matute
- Nelly Montiel
- José Luis Moreno
- Pepe Nava
- Gloria Ríos
- Juan Bruno Tarraza
- Hernán Vera
- María Victoria Cervantes